# Мири, Сейид Джавад
Сейед Джавад Мири Мейнаг (перс. سید جواد میری مینق‎) — шведско-иранский социолог и доцент по социологии в Институте Гуманитарных и Культурных исследований.

### Отредактированный
- Orientalism: A Eurocentric Vision of the ‘Other’, International Peace Studies Center Press, 2013 (рус. Ориентализм: евроцентрическое видение «другого», Международный центр исследований проблем мира, 2013).
- Reclaiming the Sane Society: Essays on Erich Fromm’s Thought, edited by Seyed Javad Miri, Robert Lake and Tricia M. Kress, Sense Publishers, 2014 (рус. Возвращение здравомыслящего общества: очерки о мысли Эриха Фромма, под редакцией Сейеда Джавада Мири, Роберта Лейка и Триши М. Кресс, Sense Publishers, 2014).
- Malcolm X: From Political Eschatology to Religious Revolutionary, edited by Dustin J. Byrd and Seyed Javad Miri, Brill, 2016 (рус. Малкольм Икс: от политической эсхатологии к религиозному революционеру, под редакцией Дастина Дж. Берда и Сейеда Джавада Мири, Брилл, 2016).
- Ali Shariati and the Future of Social Theory: Religion, Revolution, and the Role of the Intellectual, edited by Dustin J. Byrd and Seyed Javad Miri, Brill, 2017 (рус. Али Шариати и будущее социальной теории: религия, революция и роль интеллектуалов, под редакцией Дастина Дж. Берда и Сейеда Джавада Мири, Брилл, 2017).
- Frantz Fanon and Social Theory: A View from the Wretched, edited by Dustin J. Byrd and Seyed Javad Miri, Brill, 2019 (рус. Франц Фанон и социальная теория: взгляд из бедных, под редакцией Дастина Дж. Берда и Сейеда Джавада Мири, Брилл, 2019).